# Малакула
Малакула је друго по величини острво у Вануату. Налази се у покрајини Малампа.

## Географија
Од острва Еспирит Санто и Мало га дели теснац Боугаинвил, којем је  1768. име дао Луис Антон де Боугаинвил. Лакаторо, главни град покрајине Малампа, смештен је на североисточној обали овог острва и највеће је насеље на острву.
Највиши врх острва је Моунт лиамбел (879 метара). 
Површина острва износи 2041 km².